# Lijst van hoogste punten in Overijssel
Een lijst van de hoogste punten in de Nederlandse provincie Overijssel ten opzichte van het NAP.
1. Tankenberg, 85,1 meter[1]
2. Archemerberg, 79,9 meter[2]
3. Paasberg (of Paaschberg), 79,8 meter[1]
4. Lemelerberg, 77 meter[3]
5. Grote Koningsbelt, 75,5 meter[1]
6. Kleine Koningsbelt, 72,5 meter[1]
7. Braamberg, 72,2 meter[1]
8. Kuiperberg, 71 meter[3]
9. Galgenberg, 69,8 meter[1]
10. Haarlerberg, 63,2 meter[1]
11. Lonnekerberg, 61 meter[4]
12. Holterberg, 59,5 meter[1]
13. Noetselerberg, 59,3 meter[1]
14. Austieberg, 55,0 meter[1]
15. Hakenberg, 54,4 meter[1]
16. Klinkenbelt, 52 meter[4]
17. Rondebelt, 48 meter[4]
18. Herikerberg, 47 meter[5]
19. De Hulpe, 41 meter
20. Eelerberg, 40 meter[4]
21. Friezenberg, 40 meter[3]
22. Hellendoornse Berg, 40 meter[3]
23. Loker Enk, 35 meter[4]
24. Sprengenberg, 35 meter[4]
25. Besthmenerberg, 34 meter
26. Beuseberg, 34 meter[4]
27. Markelerberg, 32 meter
28. Rijsserberg, 32 meter
29. De Hemmel, 31 meter
30. Luttenberg, 31 meter
31. Woldberg, 26 meter
32. Den Esch (bij Den Ham), 15 meter[4]